# پلکانی به بهشت
«پلکانی به بهشت» (انگلیسی: Stairway to Heaven) ترانه‌ای از گروه راک انگلیسی لد زپلین است که در نوامبر ۱۹۷۱ منتشر شد. این ترانه توسط جیمی پیج (گیتاریست) و رابرت پلنت (خواننده) برای چهارمین آلبوم استودیویی‌شان لد زپلین ۴ ساخته شد. «پلکانی به‌سوی بهشت» که حدود ۸ دقیقه زمان دارد از فراز و فرودهایی در گام و بلندی برخوردار است.
این ترانه اغلب به‌عنوان یکی از برترین آثار تاریخ راک انتخاب شده است. در نظر سنجی نشریه کلاسیک راک در سال ۱۹۹۹ این آهنگ به مقام اول برترین آهنگ‌های تاریخ راک رسید. در نظر سنجی نشریه Guitar World در سال ۲۰۰۶ این آهنگ به مقام اول بهترین سولوی تاریخ راک رسید. شبکه وی‌اچ‌وان در سال ۲۰۰۰ و در فهرستی که تحت عنوان «۱۰۰ ترانهٔ برتر راک تاریخ» منتشر کرد، جایگاه سوم را به «پلکانی به بهشت» اختصاص داد. مجلهٔ رولینگ استون نیز در لیستی که تحت عنوان «۵۰۰ ترانهٔ برتر همهٔ دوران» در سال ۲۰۰۴ منتشر کرده است جایگاه ۳۱اُم را به «پلکانی به بهشت» اختصاص داده است.

## ادعای نهان‌سازی در برگردان
در ژانویهٔ سال ۱۹۸۲ پل کراچ مجری شبکه تلویزیونی ترینیتی در یک شو با مهمانی با نام ویلیام یارول که خودرا متخصص علوم عصبی معرفی کرده بود، استدلال کرد ستاره‌های موسیقی راک با کلیسای شیطان در ارتباط هستند تا پیام‌های رخنه‌گر در ناخودآگاه را در موسیقی‌شان نهفته سازند و پیامهایی در بسیاری از ترانه‌های محبوب از جمله آهنگ «پلکانی به‌سوی بهشت» از لد زپلین به صورت وارونه نهفته است. طبق ادعای مدعیان، بخشی از ترانه که رابرت پلنت می‌خواند: «If there's a bustle in your hedgerow, don't be alarmed now» اگر به صورت وارونه پخش شود جمله‌های «Here's to my sweet Satan»‏ و «I sing because I live with Satan»‏ شنیده می‌شوند. ولی شرکت نشر موسیقی سوان بیانیه‌ای با این مضمون در رد این ادعاها صادر نمود: «صفحه گردونه‌های ما برای پخش موسیقی فقط در یک جهت گردش می‌کنند و آن جهت متعارف است [و نه جهت عکس]». و خوانندهٔ گروه، رابرت پلنت در مصاحبه‌ای، به اتهامات وارده چنین پاسخ گفت: «این برای من بسیار تلخ است، چراکه «پلکانی به‌سوی بهشت» با سرحد خیرترین نیات نوشته شده بود و در مورد انگ نهان‌سازی در برگردان ترانه در پایان، تنها باید گفت، این انگارهٔ من از خلق موسیقی نیست.»
نسخه‌های مختلفی از متنی که ادعا می‌شود که در نسخه برگردان جاسازی شده وجود دارد. یکی از آن‌ها عبارتست از: